# Mihai Stoichiță
Mihai Cristian Stoichiță (Bucarest, 10 maggio 1954) è un allenatore di calcio ed ex calciatore rumeno, di ruolo centrocampista, direttore tecnico della Romania.
Le fonti discordano su tutta la carriera da giocatore di Stoichiță: per certo, ha giocato con le maglie di Jiul Petrosani, Targoviste, Progresul e Gloria Buzau.

## Palmarès

### Giocatore
- Coppa di Romania: 1

Jiul Petroșani: 1973-1974

### Allenatore
- Campionato rumeno: 1

Steaua Bucarest: 1997-1998
- Supercoppa di Romania: 1

Steaua Bucarest: 1998
- Campionato moldavo: 1

Sheriff: 2001-2002
- Coppa di Moldavia: 1

Sheriff: 2002
- Campionato armeno: 1

Pyunik: 2004
- Coppa d'Armenia: 1

Pyunik: 2004
- Supercoppa d'Armenia: 1

Pyunik: 2004